# یواس‌اس اوزارک (ال‌اس‌وی-۲)
یواس‌اس اوزارک (ال‌اس‌وی-۲) (به انگلیسی: USS Ozark (LSV-2)) یک کشتی بود که طول آن 453 ft 0 in بود. این کشتی در سال ۱۹۴۲ ساخته شد.